# Stazione di Firenze Castello
Stazione di Firenze Castello vasútállomás Olaszországban, Firenze településen.

## Vasútvonalak
Az állomást az alábbi vasútvonalak érintik:
- Bologna–Firenze-vasútvonal
- Viareggio-Firenze-vasútvonal

## Kapcsolódó állomások
A vasútállomáshoz az alábbi állomások vannak a legközelebb:
- Stazione di Zambra (Stazione di Bologna Centrale, Bologna–Firenze-vasútvonal)
- Stazione di Firenze Rifredi (Stazione di Firenze Santa Maria Novella, Bologna–Firenze-vasútvonal)
- Stazione di Le Piagge (Stazione di Empoli, Pisa–Firenze-vasútvonal)